# Anápolis (microregio)
Anápolis is een van de 18 microregio's van de Braziliaanse deelstaat Goiás. Zij ligt in de mesoregio Centro Goiano en grenst aan de mesoregio's Leste Goiano in het oosten en Sul Goiano in het zuidoosten, de microregio's Goiânia in het zuiden en Anicuns in het zuidwesten en westen, de mesoregio Noroeste Goiano in het noordwesten en de microregio Ceres in het noorden. De microregio heeft een oppervlakte van ca. 8312 km². Midden 2004 werd het inwoneraantal geschat op 497.653.
Twintig gemeenten behoren tot deze microregio:
| - Anápolis - Araçu - Brazabrantes - Campo Limpo de Goiás - Caturaí - Damolândia - Heitoraí - Inhumas - Itaberaí - Itaguari | - Itaguaru - Itauçu - Jaraguá - Jesúpolis - Nova Veneza - Ouro Verde de Goiás - Petrolina de Goiás - Santa Rosa de Goiás - São Francisco de Goiás - Taquaral de Goiás |

Mesoregio's: Centro Goiano · Leste Goiano · Noroeste Goiano · Norte Goiano · Sul Goiano

Microregio's: Anápolis · Anicuns · Aragarças · Catalão · Ceres · Chapada dos Veadeiros · Entorno de Brasília · Goiânia · Iporá · Meia Ponte · Pires do Rio · Porangatu · Quirinópolis · Rio Vermelho · São Miguel do Araguaia · Sudoeste de Goiás · Vale do Rio dos Bois · Vão do Paranã